# Microgoneplax
Microgoneplax is een geslacht van kreeftachtigen uit de klasse van de Malacostraca (hogere kreeftachtigen).

## Soorten
- Microgoneplax caenis Castro, 2007
- Microgoneplax cope Castro, 2007
- Microgoneplax danieleae Naruse & Castro, 2010
- Microgoneplax elegans (Chen, 1998)
- Microgoneplax guinotae Takeda & Komatsu, 2010
- Microgoneplax pelecis Castro, 2007
- Microgoneplax prion Castro, 2007